# Ralph Moses Paiewonsky

Ralph Moses Paiewonsky (1969)

Ralph Moses Paiewonsky (* 9. November 1907 auf Saint Thomas, Amerikanische Jungferninseln; † 19. November 1991 ebenda) war ein US-amerikanischer Politiker. Zwischen 1961 und 1969 war er Gouverneur der Amerikanischen Jungferninseln.

## Werdegang
Ralph Paiewonsky studierte bis 1930 das Fach Chemie an der New York University. Danach arbeitete er in seiner Heimat zusammen mit seinem Vater in dessen Geschäften, die aus einer Apotheke, einem Einkaufsladen und einer Rumdestillation bestanden. Er baute die Geschäfte zunächst aus und verkaufte später die Destillerie. Aus dem Einkaufsladen machte er eine Geschenkboutique. Im Jahr 1954 gründete er die West Indies Bank and Trust Company. Politisch wurde er Mitglied der Demokratischen Partei. Zwischen 1940 und 1960 war er Delegierter zu den jeweiligen Democratic National Conventions. Zeitweise gehörte er auch dem Democratic National Committee an.
Im Jahr 1961 wurde Paiewonsky als Nachfolger von John David Merwin zum neuen Gouverneur der Jungferninseln ernannt. Dieses Amt bekleidete er zwischen dem 5. April 1961 und dem 12. Februar 1969. Er gründete ein eigenes Bauministerium und legte ein Programm zum Bau von Eigenheimen auf. Während seiner Zeit als Gouverneur wurden in seinem Gebiet etwa 8000 neue Eigenheime gebaut. Er förderte auch die Bildung und war im Jahr 1962 an der Gründung der University of the Virgin Islands beteiligt. Bis zu seinem Tod stand er dem Board of Directors dieser Universität vor. Er starb am 19. November 1991 in Saint Thomas.